# Škalce
Škalce este o localitate din comuna Slovenske Konjice, Slovenia, cu o populație de 405 locuitori.